# Адольфо Мачадо
Адольфо Мачадо (ісп. Adolfo Machado; нар. 14 лютого 1985, Панама) — панамський футболіст, захисник.
Виступав, зокрема, за клуби «Альянса» та «Коммунікасьйонес», а також національну збірну Панами.

## Клубна кар'єра
У дорослому футболі дебютував 2004 року виступами за команду клубу «Альянса», в якій провів чотири сезони, взявши участь у 74 матчах чемпіонату.
Протягом 2009 року був орендований гватемальським клубом «Депортіво Маркенсе». Наступного року повернувся до «Альянси», де відіграв першу частинну сезону 2010 року.
Другу частину сезону 2010 року був орендований гондураським клубом «Марафон».
2011 року уклав контракт з гватемальським «Коммунікасьйонес», у складі якого провів наступний рік своєї кар'єри гравця. Більшість часу, проведеного у складі «Коммунікасьйонес», був основним гравцем захисту команди.
Першу частину 2014 року перебував у складі клубу «Сан-Франциско», але не провів у команді жодного матчу.
До складу клубу «Сапрісса» приєднався в другій половині 2014 року. Відтоді встиг відіграти за команду з костариканської столиці 113 матчів у національному чемпіонаті.
21 грудня 2016 року підписав контракт з американським клубом «Х'юстон Динамо».
У 2019 виступав у складі болівійської команди «Зе Стронгест», провівши дечсять матчів. Надалі до кінця кар'єри у 2024 році виступав за команди Коста-Рики та Панами.

## Виступи за збірну
2008 року дебютував в офіційних матчах у складі національної збірної Панами. Наразі провів у формі головної команди країни 63 матчі, забивши 1 гол.
У складі збірної був учасником Золотого кубка КОНКАКАФ 2011 року у США, Золотого кубка КОНКАКАФ 2015 року в США і Канаді, на якому команда здобула бронзові нагороди, Кубка Америки 2016 року в США.

## Титули і досягнення
- Переможець Кубка центральноамериканських націй: 2009
- Бронзовий призер Золотого кубка КОНКАКАФ: 2015